# Monrovia (Indiana)
Monrovia és una població dels Estats Units a l'estat d'Indiana. Segons el cens del 2000 tenia 628 habitants.

## Demografia
Segons el cens del 2000, Monrovia tenia 628 habitants, 234 habitatges, i 187 famílies. La densitat de població era de 272,4 habitants/km².
Dels 234 habitatges en un 36,8% hi vivien nens de menys de 18 anys, en un 64,1% hi vivien parelles casades, en un 13,2% dones solteres, i en un 19,7% no eren unitats familiars. En el 16,7% dels habitatges hi vivien persones soles el 5,6% de les quals corresponia a persones de 65 anys o més que vivien soles. El nombre mitjà de persones vivint en cada habitatge era de 2,68 i el nombre mitjà de persones que vivien en cada família era de 2,97.
Per edats la població es repartia de la següent manera: un 25,3% tenia menys de 18 anys, un 10% entre 18 i 24, un 27,7% entre 25 i 44, un 26,3% de 45 a 60 i un 10,7% 65 anys o més.
L'edat mediana era de 38 anys. Per cada 100 dones de 18 o més anys hi havia 81,8 homes.
La renda mediana per habitatge era de 49.583 $ i la renda mediana per família de 53.571 $. Els homes tenien una renda mediana de 32.917 $ mentre que les dones 21.111 $. La renda per capita de la població era de 20.366 $. Entorn del 6,8% de les famílies i el 8,6% de la població estaven per davall del llindar de pobresa.

## Poblacions més properes
El següent diagrama mostra les poblacions més properes.